# Thamnophilus palliatus
El batará dorsicastaño (Thamnophilus palliatus), también denominado batará listado (en Ecuador), batará de dorso castaño (en Perú) o choca listada, es una especie de ave paseriforme perteneciente al numeroso género Thamnophilus de la familia Thamnophilidae. Es nativo de América del Sur.

## Distribución y hábitat
Se distribuye en dos grandes áreas disjuntas; desde el centro de Perú hacia el noreste al sur del río Amazonas hasta el noreste de Brasil y hacia el sur hasta el sur de la Amazonia y centro de Bolivia; y en la región costera de Brasil desde el noreste hasta el sureste. Ver detalles en Subespecies.
Habita en selvas tropicales y subtropicales húmedas de baja altitud y montanas; bosques altamente degradados; plantaciones y áreas urbanas y rurales habitadas, entre 500  y 2300  m de altitud en los faldeos al este de los Andes y abajo de los 800 m en el este de Brasil.

## Descripción
Mide entre 16 y 16,5 cm. Iris amarillo, el macho tiene corona negra, estrías negras y blancas en los lados de la cabeza y parte posterior del pescuezo y partes superiores, alas y cola rufo acaneladas; por abajo es listada negro y blanco. La hembra es como el macho pero con la corona rufo acanelada y más blanquecina por abajo con las listas negras más anchas.

## Comportamiento
Usualmente se asocia a bandadas mixtas y regularmente sigue regueros de hormigas guerreras en el borde del bosque, casi siempre en parejas.

### Vocalización
Muy parecida a Thamnophilus tenuepunctatus; es un canto oído a menudo, dado por ambos sexos, el macho más alto y la hembra haciendo eco. Una serie de notas nasales que acelera rápidamente terminando en una nota final enfática y más baja “hah-hah-ha-ha-hahahahahahaha-hánh”; recuerda a Thamnophilus doliatus. El llamado incluye un nasal “nah”.

## Sistemática

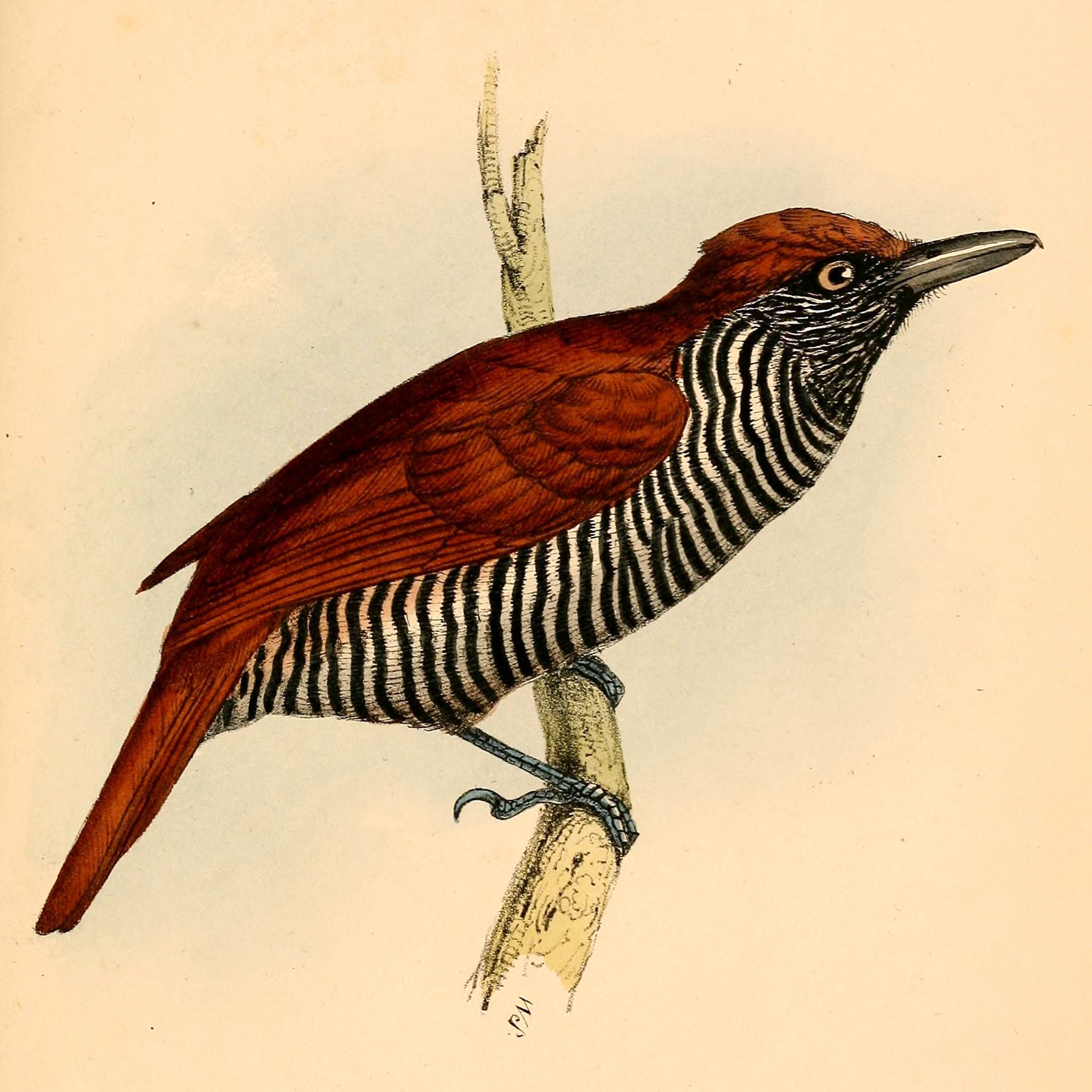
Thamnophilus palliatus, hembra; ilustración de Swainson, para A selection of the birds of Brazil and Mexico, 1841.

### Descripción original
La especie T. palliatus fue descrita por primera vez por el naturalista alemán Martin Lichtenstein en 1823 bajo el nombre científico Lanius palliatus; localidad tipo «Bahía, Brasil».

### Etimología
El nombre genérico «Thamnophilus» deriva del griego «thamnos»: arbusto y «philos»: amante; «amante de arbustos»; y el nombre de la especie «palliatus», del latín «palliatus»: con manto.

### Taxonomía
Ha sido considerada conespecífica con Thamnophilus tenuepunctatus, pero las dos tienen zonas de distribución adjuntas sin barreras aparentes y sin evidencias de cruzamientos. Ambas pertenecen al llamado “grupo doliatus”, que también incluye Thamnophilus doliatus, T. zarumae, T. multistriatus, T. torquatus y T. ruficapillus. La validez y los límites de distribución de las subespecies de la presente especie precisan ser reexaminados.

### Subespecies
Según la clasificación del Congreso Ornitológico Internacional (IOC) (Versión 7.2, 2017) y Clements Checklist v.2016, se reconocen 4 subespecies, con su correspondiente distribución geográfica:
- Thamnophilus palliatus similis J. T. Zimmer, 1933 - centro del Perú (Huánuco, Junín).
- Thamnophilus palliatus puncticeps P. L. Sclater, 1890 - sureste del Perú (Cuzco, Puno), norte de Bolivia (Beni, La Paz, Cochabamba, Santa Cruz), y Brasil al sur del Río Amazonas y oeste del Río Tapajós (extremo sureste de Amazonas hacia el este al extremo noroeste de Pará, al sur hasta Rondônia y noroeste de Mato Grosso).
- Thamnophilus palliatus palliatus (M. H. K. Lichtenstein, 1823) - sur del Amazonas y este del Tapajós en el norte de Maranhão, sureste de Pará y noreste de Mato Grosso, y la costa del noreste de Brasil (Paraíba al sur hasta Bahía).
- Thamnophilus palliatus vestitus (Lesson, 1830) - costa del este de Brasil desde el sur de Bahía al sur hasta Río de Janeiro. Registro reciente en São Paulo.